# Guy Ngosso
Guy Ngosso, né le 11 janvier 1985 à Douala, est un footballeur camerounais, actuellement défenseur à l'US Camon.

## Biographie

### Carrière en club
Il participe à la Coupe de la CAF avec le club du Cotonsport Garoua.
Il joue en Ligue 1 française avec les clubs du SCO Angers et de l'Amiens SC. Il marque son premier but en Ligue 1 contre les Girondins de Bordeaux permettant d'offrir la victoire à la formation amiénoise.
Depuis janvier 2022, Guy a rejoint les rangs de l'US Camon, équipe de la banlieue amiénoise pensionnaire de Régional 1, dans lequel il va passer ses diplômes d'entraîneur. Il rejoint ainsi l'ancien amiénois André Buengo, entraîneur du club camonais.

## Palmarès
- Champion de CFA (Groupe D) en 2009 avec le FC Rouen

## Statistiques
| Saison     | Club                | Championnat | Championnat | Championnat | Coupe(s) nationale(s) | Coupe(s) nationale(s) | Total | Total |
| Saison     | Club                | Division    | M.          | B.          | M.                    | B.                    | M.    | B.    |
| 2004-2005  | CS Sedan            | 2           | 4           | 0           | 1                     | 0                     | 5     | 0     |
| 2005-2006  | CS Sedan            | 2           | -           | -           | 1                     | 0                     | 1     | 0     |
| Sous-total | Sous-total          | Sous-total  | 4           | 0           | 2                     | 0                     | 6     | 0     |
| 2006-2007  | CS Louhans-Cuiseaux | 3           | 27          | 1           | 4                     | 0                     | 31    | 1     |
| 2007-2008  | CS Louhans-Cuiseaux | 3           | 28          | 0           | 1                     | 0                     | 29    | 0     |
| Sous-total | Sous-total          | Sous-total  | 55          | 1           | 5                     | 0                     | 60    | 1     |
| 2008-2009  | FC Rouen            | 4           | 27          | 3           | -                     | -                     | 27    | 3     |
| 2009-2010  | FC Rouen            | 3           | 28          | 1           | 1                     | 0                     | 29    | 1     |
| 2010-2011  | FC Rouen            | 3           | 31          | 3           | 4                     | 0                     | 35    | 3     |
| 2011-2012  | FC Rouen            | 3           | 19          | 3           | 2                     | 0                     | 21    | 3     |
| Sous-total | Sous-total          | Sous-total  | 105         | 10          | 7                     | 0                     | 112   | 10    |
| 2012-2013  | USJA Carquefou      | 3           | 32          | 0           | -                     | -                     | 32    | 0     |
| Sous-total | Sous-total          | Sous-total  | 32          | 0           | 0                     | 0                     | 32    | 0     |
| 2013-2014  | US Luzenac          | 3           | 27          | 1           | -                     | -                     | 27    | 1     |
| Sous-total | Sous-total          | Sous-total  | 27          | 1           | 0                     | 0                     | 27    | 1     |
| 2014-2015  | Angers SCO          | 2           | 11          | 1           | 2                     | 0                     | 13    | 1     |
| 2015-2016  | Angers SCO          | 1           | 3           | 0           | 2                     | 0                     | 5     | 0     |
| Sous-total | Sous-total          | Sous-total  | 14          | 1           | 4                     | 0                     | 18    | 1     |
| 2016-2017  | Amiens SC           | 2           | 10          | 0           | 1                     | 0                     | 11    | 0     |
| 2017-2018  | Amiens SC           | 1           | 12          | 1           | 1                     | 0                     | 13    | 1     |
| Sous-total | Sous-total          | Sous-total  | 22          | 1           | 2                     | 0                     | 24    | 1     |